# Олесь Громів
Олесь Громів (справжнє ім'я Тарнаутський Олександр Єфремович; (4 (17) серпня 1902, м. Гадяч, Полтавська область — ?) — український письменник, радіожурналіст.

## Життєпис
Олександр Тарнаутський народився в місті Гадячі, нині Полтавської області.
Навчався у 1929–1930 роках в Харківському інституті народної освіти. В роки Німецько-радянської війни — співробітник радіостанції імені Т. Г. Шевченка.

## Творчість
Перший виданий окремою книжкою твір — вірш «Дніпрельстан» (1931). Автор збірок оповідань «Революція» (1925), збірок оповідань для дітей «С15» (1925), «Шибеники» (1926). Писав також сатиричні та гумористичні твори (збірка гуморесок та фейлетонів «Престиж і підметки», 1963).

## Вибрані твори
- Мій синій сон. — Харків, 1925.
- Щоденник Леля. — Харків, 1925.